# اچ‌ام‌اس هراکلس (۱۹۱۰)
اچ‌ام‌اس هراکلس (۱۹۱۰) (به انگلیسی: HMS Hercules (1910)) یک کشتی بود که طول آن ۵۴۶ فوت (۱۶۶ متر) بود. این کشتی در سال ۱۹۱۰ ساخته شد.